# Llista de monuments de Gisclareny
Llista de monuments de Gisclareny inclosos en l'Inventari del Patrimoni Arquitectònic Català per al municipi de Gisclareny (Berguedà). Inclou els inscrits en el Registre de Béns Culturals d'Interès Nacional (BCIN) amb la classificació de monuments històrics, els béns culturals d'interès local (BCIL) de caràcter immoble i la resta de béns arquitectònics integrants del patrimoni cultural català.
| Monument                                                                     | Protecció   | Estil/època               | Localització                                                                | Coordenades                                          | Codi?         | Imatge |
| ---------------------------------------------------------------------------- | ----------- | ------------------------- | --------------------------------------------------------------------------- | ---------------------------------------------------- | ------------- | --- |
| Murcurols o Castell de Murcurols                                             | BCIN 897-MH | Medieval, XVII            | Gisclareny Pista forestal que, des del Puig, porta a Murcurols i Gisclareny | 42° 15′ 59″ N, 1° 47′ 03″ E / 42.266298°N,1.784189°E | RI-51-0005489 | Murcurols (Gisclareny) · Vegeu més fotos d'aquest monument · Carregueu una nova foto d'aquest monument                                  |
| Església de la Mare de Déu del Roser de Gisclareny o Església de Santa Maria |             | Obra popular, barroc XVII | Gisclareny Pl. de l'Església                                                | 42° 15′ 00″ N, 1° 47′ 12″ E / 42.250038°N,1.786571°E | IPA-3335      | Església de la Mare de Déu del Roser (Gisclareny) · Vegeu més fotos d'aquest monument · Carregueu una nova foto d'aquest monument       |
| Rectoria de Gisclareny                                                       |             | Obra popular XVIII        | Gisclareny Pl. de l'Església                                                | 42° 15′ 00″ N, 1° 47′ 12″ E / 42.249998°N,1.786593°E | IPA-3336      | Rectoria (Gisclareny) · Vegeu més fotos d'aquest monument · Carregueu una nova foto d'aquest monument                                   |
| Masia el Puig de Baga                                                        |             | Obra popular XV, XVII     | Gisclareny El Puig                                                          | 42° 15′ 56″ N, 1° 48′ 34″ E / 42.265429°N,1.809328°E | IPA-3337      | Masia el Puig de Baga (Gisclareny) · Vegeu més fotos d'aquest monument · Carregueu una nova foto d'aquest monument                      |
| Església de Sant Martí del Puig                                              |             | Romànic XI-XII, XVIII     | Gisclareny El Puig                                                          | 42° 15′ 59″ N, 1° 48′ 36″ E / 42.266373°N,1.810002°E | IPA-3338      | Església de Sant Martí del Puig de la Baga (Gisclareny) · Vegeu més fotos d'aquest monument · Carregueu una nova foto d'aquest monument |
| El Molí del Puig                                                             |             | Obra popular XVIII        | Gisclareny El Puig                                                          | 42° 16′ 07″ N, 1° 48′ 45″ E / 42.268727°N,1.812509°E | IPA-3339      | El Molí del Puig (Gisclareny) · Vegeu més fotos d'aquest monument · Carregueu una nova foto d'aquest monument                           |
| Torre de Faia                                                                |             | Obra popular Medieval     | Gisclareny Faia                                                             | 42° 15′ 54″ N, 1° 49′ 25″ E / 42.265113°N,1.823672°E | IPA-3341      | Torre de Faia (Gisclareny) · Vegeu més fotos d'aquest monument · Carregueu una nova foto d'aquest monument                              |
| Masia de la Faia                                                             |             | Obra popular XVIII        | Gisclareny Faia                                                             | 42° 15′ 54″ N, 1° 49′ 25″ E / 42.265042°N,1.823692°E | IPA-3342      | Masia de la Faia (Gisclareny) · Carregueu una nova foto d'aquest monument                                                               |
| Capella de Santa Magdalena                                                   |             | Obra popular XVII         | Gisclareny Faia                                                             | 42° 15′ 55″ N, 1° 49′ 23″ E / 42.265141°N,1.823184°E | IPA-3343      | Capella de Santa Magdalena (Gisclareny) · Vegeu més fotos d'aquest monument · Carregueu una nova foto d'aquest monument                 |
| Església de Sant Miquel de Turbians                                          |             | Romànic XII-XIII          | Gisclareny Turbians                                                         | 42° 14′ 47″ N, 1° 48′ 15″ E / 42.246497°N,1.804073°E | IPA-3344      | Església de Sant Miquel de Turbians (Gisclareny) · Vegeu més fotos d'aquest monument · Carregueu una nova foto d'aquest monument        |
| Monnell o Molnell                                                            |             | Obra popular XIV, XVIII   | Gisclareny Font de l'Adou, Monnell                                          | 42° 16′ 15″ N, 1° 47′ 44″ E / 42.270710°N,1.795521°E | IPA-3345      | Monnell (Gisclareny) · Vegeu més fotos d'aquest monument · Carregueu una nova foto d'aquest monument                                    |
| Cal Jovell                                                                   |             | Obra popular XVII         | Gisclareny Sota l'església de la Mare de Déu del Roser                      | 42° 14′ 59″ N, 1° 46′ 51″ E / 42.249772°N,1.780803°E | IPA-3346      | Cal Jovell (Gisclareny) · Vegeu més fotos d'aquest monument · Carregueu una nova foto d'aquest monument                                 |
| Cal Prim                                                                     |             | Obra popular XVII         | Gisclareny Al peu del camí que porta a l'església de Gisclareny             | 42° 15′ 01″ N, 1° 46′ 57″ E / 42.250214°N,1.782564°E | IPA-3347      | Cal Prim (Gisclareny) · Vegeu més fotos d'aquest monument · Carregueu una nova foto d'aquest monument                                   |
| Cal Berta                                                                    |             | Obra popular XVIII        | Gisclareny Veïnat de Berta                                                  | 42° 15′ 08″ N, 1° 47′ 10″ E / 42.252306°N,1.786064°E | IPA-3348      | Carregueu una nova foto d'aquest monument                                                                                               |
| Cal Pedrals                                                                  |             | Obra popular XVIII        | Gisclareny Al peu del camí de Gisclareny, prop del poble                    | 42° 15′ 09″ N, 1° 47′ 15″ E / 42.252384°N,1.787384°E | IPA-3350      | Cal Pedrals (Gisclareny) · Vegeu més fotos d'aquest monument · Carregueu una nova foto d'aquest monument                                |
| Cal Ros                                                                      |             | Obra popular XVIII        | Gisclareny Valielles                                                        | 42° 15′ 00″ N, 1° 47′ 55″ E / 42.249871°N,1.798609°E | IPA-3351      | Cal Ros (Gisclareny) · Vegeu més fotos d'aquest monument · Carregueu una nova foto d'aquest monument                                    |
| Cal Caçador                                                                  |             | Obra popular XVIII        | Gisclareny Valielles                                                        | 42° 14′ 43″ N, 1° 47′ 54″ E / 42.245272°N,1.798472°E | IPA-3352      | Cal Caçador (Gisclareny) · Vegeu més fotos d'aquest monument · Carregueu una nova foto d'aquest monument                                |
| Església de Sant Romà d'Oreis                                                |             | Romànic XI                | Gisclareny Pista de Bagà a Gisclareny, direcció Molnell, a 6 km de Bagà     | 42° 16′ 31″ N, 1° 47′ 08″ E / 42.275291°N,1.785517°E | IPA-3354      | Església de Sant Romà d'Oreis (Gisclareny) · Vegeu més fotos d'aquest monument · Carregueu una nova foto d'aquest monument              |
| Mas Caselles                                                                 |             | Obra popular XVII         | Gisclareny Sota l'església de Santa Maria, al mig del poble                 | 42° 14′ 58″ N, 1° 46′ 55″ E / 42.249450°N,1.781848°E | IPA-3355      | Carregueu una nova foto d'aquest monument                                                                                               |
| Pont del Molí del Puig                                                       |             | Obra popular XV           | Gisclareny A tocar del Molí del Puig                                        | 42° 16′ 07″ N, 1° 48′ 45″ E / 42.268669°N,1.812551°E | IPA-3357      | Pont del Molí del Puig (Gisclareny) · Vegeu més fotos d'aquest monument · Carregueu una nova foto d'aquest monument                     |
| Pont del Bullidor de la Llet                                                 |             | Obra popular XV           | Gisclareny Antic camí de Bagà a la Cerdanya                                 | 42° 16′ 30″ N, 1° 49′ 04″ E / 42.274866°N,1.817894°E | IPA-3358      | Pont del Bullidor de la Llet (Gisclareny) · Vegeu més fotos d'aquest monument · Carregueu una nova foto d'aquest monument               |
| Pont de Faia o de Santa Magdalena                                            |             | Obra popular XV           | Gisclareny Antic camí de Santa Magdalena                                    | 42° 15′ 58″ N, 1° 49′ 28″ E / 42.266061°N,1.824472°E | IPA-3359      | Pont de Faia (Gisclareny) · Vegeu més fotos d'aquest monument · Carregueu una nova foto d'aquest monument                               |
| Pont Vell de Monnell                                                         |             | Obra popular XV           | Gisclareny Font de l'Adou, Molnell, sobre el Bastareny                      | 42° 16′ 07″ N, 1° 47′ 59″ E / 42.268654°N,1.799834°E | IPA-3360      | Pont Vell de Monnell (Gisclareny) · Vegeu més fotos d'aquest monument · Carregueu una nova foto d'aquest monument                       |
| Molí de Cal Cerdanyola                                                       |             | Obra popular              | Gisclareny                                                                  | 42° 15′ 59″ N, 1° 48′ 50″ E / 42.266527°N,1.814012°E | IPA-41484     | Carregueu una nova foto d'aquest monument                                                                                               |